# Discografia dei Clash
Questa voce contiene l'intera discografia del gruppo punk rock britannico The Clash.

## Album

### Album in studio
| Anno                                   | Album | Posizione nelle classifiche | Posizione nelle classifiche | Posizione nelle classifiche | Posizione nelle classifiche | Posizione nelle classifiche | Posizione nelle classifiche | Posizione nelle classifiche | Posizione nelle classifiche | Certificazioni                                                              |
| Anno                                   | Album | AUT                         | CAN                         | FRA                         | NOR                         | NZ                          | SWE                         | UK                          | U.S.                        | Certificazioni                                                              |
| -------------------------------------- | --- | --------------------------- | --------------------------- | --------------------------- | --------------------------- | --------------------------- | --------------------------- | --------------------------- | --------------------------- | --------------------------------------------------------------------------- |
| 1977                                   | The Clash - Pubblicazione: 8 aprile 1977, luglio 1979 (US) - Etichetta: Sony Music/Columbia; Epic - Note: due versioni (U.K. e U.S.) - Formati: LP, CS, CD, DI - Formazione: Chimes, Headon, Jones, Simonon, Strummer | —                           | —                           | —                           | —                           | —                           | 42                          | 12                          | 126                         | UK: Disco d'oro US: Disco d'oro                                             |
| 1978                                   | Give 'Em Enough Rope - Pubblicazione: 10 novembre 1978 - Etichetta: Sony Music/Columbia; Epic - Formati: LP, CS, CD, DI - Formazione: Headon, Jones, Simonon, Strummer                                                | —                           | —                           | 21                          | —                           | 15                          | 36                          | 2                           | 128                         | UK: Disco d'oro                                                             |
| 1979                                   | London Calling - Pubblicazione: 14 dicembre 1979 - Etichetta: Sony Music/Columbia; Epic - Note: doppio album - Formati: 2-LP, 1-CD, DI - Formazione: Headon, Jones, Simonon, Strummer                                 | 17                          | 12                          | 4                           | 4                           | 12                          | 2                           | 9                           | 27                          | CAN: Disco d'oro FRA: Disco d'oro UK: Disco di platino US: Disco di platino |
| 1980                                   | Sandinista! - Pubblicazione: 12 dicembre 1980 - Etichetta: Sony Music/Columbia; Epic - Note: triplo album - Formati: 3-LP, 2-CD, DI - Formazione: Headon, Jones, Simonon, Strummer                                    | —                           | 3                           | 3                           | 8                           | 3                           | 9                           | 19                          | 24                          | FRA: Disco d'oro UK: Disco d'oro US: Disco d'oro                            |
| 1982                                   | Combat Rock - Pubblicazione: 14 maggio 1982 - Etichetta: Sony Music/Columbia; Epic - Formati: LP, CS, CD, DI - Formazione: Headon, Jones, Simonon, Strummer                                                           | —                           | 12                          | —                           | 7                           | 5                           | 9                           | 2                           | 7                           | CAN: Disco d'oro FRA: Disco d'oro UK: Disco d'oro US: 2 dischi di platino   |
| 1985                                   | Cut the Crap - Pubblicazione: 4 novembre 1985 - Etichetta: Sony Music/Columbia; Epic - Formati: LP, CS, CD - Formazione: Howard, Sheppard, Simonon, Strummer, White                                                   | —                           | 59                          | —                           | —                           | 35                          | 30                          | 16                          | 88                          | UK: Disco d'argento                                                         |
| "—" = nessuna posizione in classifica. | |                             |                             |                             |                             |                             |                             |                             |                             |                                                                             |

### Album dal vivo
| Anno | Album | Posizione nelle classifiche | Posizione nelle classifiche | Posizione nelle classifiche | Posizione nelle classifiche |
| Anno | Album | FRA                         | SWE                         | U.K.                        | U.S.                        |
| ---- | --- | --------------------------- | --------------------------- | --------------------------- | --------------------------- |
| 1999 | From Here to Eternity: Live - Pubblicazione: 4 ottobre 1999 - Etichetta: Columbia/Sony Music; Epic - Note: registrato tra il 1978 e il 1982. - Formati: CD, DI - Formazione: Chimes, Headon, Jones, Simonon, Strummer  | 17                          | 47                          | 13                          | 193                         |
| 2008 | Live at Shea Stadium - Pubblicazione: 6 ottobre 2008 - Etichetta: Sony International - Note: registrato durante un concerto al Shea Stadium nel 1982. - Formati: CD, DI - Formazione: Chimes, Jones, Simonon, Strummer | 57                          | 26                          | 31                          | 93                          |

### Raccolte
| Anno                                   | Album | Posizione nelle classifiche | Posizione nelle classifiche | Posizione nelle classifiche | Posizione nelle classifiche | Certificazioni                                           |
| Anno                                   | Album | NZ                          | SWE                         | U.K.                        | U.S.                        | Certificazioni                                           |
| -------------------------------------- | --- | --------------------------- | --------------------------- | --------------------------- | --------------------------- | -------------------------------------------------------- |
| 1980                                   | Black Market Clash - Pubblicazione: 1980 - Etichetta: Epic/Sony Music - Note: raccolta di "B-side". - Formati: LP, CS                                                                                         | 15                          | —                           | —                           | 74                          |                                                          |
| 1988                                   | The Story of the Clash, Volume 1 - Pubblicazione: 29 febbraio 1988 - Etichetta: Sony Music/Columbia; Epic - Note: doppio album; greatest hits. - Formati: CD, CS                                              | 3                           | 50                          | 7                           | 142                         | FRA: 2 dischi d'oro UK: Disco d'oro US: Disco di platino |
| 1990                                   | 1977 Revisited - Pubblicazione: sconosciuta - Etichetta: Relativity - Formati: CD | —                           | —                           | —                           | —                           |                                                          |
| 1991                                   | The Singles (1991) - Pubblicazione: novembre 1991 - Etichetta: Sony Music/Columbia; Epic - Note: raccolta dei 18 singoli del gruppo; tracklist in ordine cronologico. - Formati: CD                           | 2                           | —                           | 68                          | —                           |                                                          |
| 1993                                   | Super Black Market Clash - Pubblicazione: 26 ottobre 1993 - Etichetta: Columbia/Sony Music; Legacy/Epic - Note: raccolta di "B-side" e rarità. - Formati: CD                                                  | —                           | —                           | —                           | —                           |                                                          |
| 2003                                   | The Essential Clash - Pubblicazione: 11 marzo 2003 (US), 22 aprile 2003 (UK) - Etichetta: Columbia/Sony Music; Legacy/Epic - Note: raccolta di brani "essenziali"; due versioni: UK e US. - Formati: 2-CD, DI | 50                          | 22                          | 18                          | 99                          |                                                          |
| 2007                                   | The Singles (2007) - Pubblicazioni: 4 giugno 2007 - Etichetta: Sony BMG - Note: raccolta dei 19 singoli del gruppo (compreso This Is England); tracklist non in ordine cronologico. - Formati: CD             | 36                          | —                           | 13                          | —                           |                                                          |
| "—" = nessuna posizione in classifica. | |                             |                             |                             |                             |                                                          |

## Box set
| Anno | Album |
| ---- | --- |
| 1991 | Clash on Broadway - Pubblicazione: 19 novembre 1991 - Etichetta: Columbia/Sony Music; Legacy/Epic - Note: box set di tre CD; raccolta di brani originali, alternate versions e canzoni inedite. - Formati: 3-CD |
| 2006 | Singles Box - Pubblicazione: 30 ottobre 2006 - Etichetta: Sony BMG - Note: box set di 19 CD (uno per ogni singolo uscito nel Regno Unito). - Formati: 19-CD                                                     |

## Extended play
| Anno | Titolo | Posizione nelle classifiche | Posizione nelle classifiche |
| Anno | Titolo | U.K.                        | IRE                         |
| ---- | --- | --------------------------- | --------------------------- |
| 1977 | Capital Radio - Pubblicazione: 9 aprile 1977 - Formati: EP - Formazione: Headon, Jones, Simonon, Strummer       | –                           | –                           |
| 1979 | The Cost of Living - Pubblicazione: 11 maggio 1979 - Formati: EP - Formazione: Headon, Jones, Simonon, Strummer | 22                          | 24                          |

## Bootleg
I Bootleg dei Clash sono molti; celebre è Rat Patrol From Fort Bragg, il primo mixaggio eseguito da Mick Jones dell'album che poi sarebbe diventato Combat Rock, tra marzo e aprile 1982, che non venne approvato da Joe Strummer, infatti l'album era stato progettato come doppio LP, e comprendeva diverse introduzioni strumentali e brani inediti che in seguito vennereo tagliati da Glyn Johns, ingegnere del suono chiamato per eseguire un missaggio più corto, che poi sarebbe stato pubblicato con il nome di Combat Rock.
| Anno | Album |
| ---- | --- |
| 1982 | Rat Patrol From Fort Bragg - Pubblicazione: sconosciuta - Note: registrazioni originali dell'album Combat Rock - Formazione: Headon, Jones, Simonon, Strummer                                                                                    |
| 2000 | The Clash at Bond's Casino - Pubblicazione: sconosciuta - Note: album bootleg contenente la registrazione del concerto avvenuto il 9 giugno del 1981, al Bond's International Casino di New York. - Formazione: Headon, Jones, Simonon, Strummer |

## Singoli
| 1977                                   | White Riot                              | 38  | —  | —  | —  | —  | The Clash              |
| 1977                                   | Remote Control                          | —   | —  | —  | —  | —  | The Clash              |
| 1977                                   | Complete Control                        | 28  | —  | —  | —  | —  | The Clash              |
| 1978                                   | Clash City Rockers                      | 35  | —  | —  | —  | —  | The Clash              |
| 1978                                   | (White Man) in Hammersmith Palais       | 32  | —  | —  | —  | —  | The Clash              |
| 1978                                   | Tommy Gun                               | 19  | —  | —  | —  | —  | Give 'Em Enough Rope   |
| 1979                                   | English Civil War                       | 25  | 29 | —  | —  | —  | Give 'Em Enough Rope   |
| 1979                                   | Groovy Times                            | 107 | —  | —  | —  | —  | The Cost of Living     |
| 1979                                   | I Fought the Law                        | —   | —  | —  | —  | —  | The Cost of Living     |
| 1979                                   | London Calling                          | 11  | 16 | —  | —  | —  | London Calling         |
| 1979                                   | Clampdown                               | 16  | —  | —  | —  | —  | London Calling         |
| 1980                                   | Train in Vain                           | —   | —  | 23 | 30 | —  | London Calling         |
| 1980                                   | Bankrobber                              | 12  | 14 | —  | —  | —  | Nessuno                |
| 1980                                   | The Call Up                             | 40  | —  | —  | —  | —  | Sandinista!            |
| 1981                                   | Hitsville UK                            | 56  | —  | —  | —  | 53 | Sandinista!            |
| 1981                                   | The Magnificent Seven                   | 34  | —  | —  | 21 | —  | Sandinista!            |
| 1981                                   | This Is Radio Clash                     | 47  | —  | —  | 17 | 45 | Nessuno                |
| 1982                                   | Know Your Rights                        | 43  | —  | —  | —  | —  | Combat Rock            |
| 1982                                   | Rock the Casbah                         | 30  | —  | —  | —  | —  | Combat Rock            |
| 1982                                   | Should I Stay or Should I Go            | —   | —  | 45 | —  | 13 | Combat Rock            |
| 1982                                   | Rock the Casbah (edizione US)           | —   | —  | 8  | 8  | 6  | Combat Rock            |
| 1982                                   | Straight to Hell                        | 17  | 16 | —  | —  | —  | Combat Rock            |
| 1983                                   | Cool Confusion                          | —   | —  | 50 | —  | —  | Nessuno                |
| 1985                                   | This Is England                         | 24  | 13 | —  | —  | —  | Cut the Crap           |
| 1988                                   | London Calling (ristampa)               | 46  | —  | —  | —  | —  | The Story of the Clash |
| 1988                                   | I Fought the Law                        | 29  | —  | —  | —  | —  | The Story of the Clash |
| 1990                                   | Return to Brixton                       | 57  | —  | —  | —  | —  | Nessuno                |
| 1991                                   | Should I Stay or Should I Go (ristampa) | 1   | 2  | —  | —  | —  | Nessuno                |
| 1991                                   | Rock the Casbah (ristampa)              | 15  | 10 | —  | —  | —  | Nessuno                |
| 1991                                   | London Calling (seconda ristampa)       | 64  | 18 | —  | —  | —  | Nessuno                |
| 1991                                   | Train in Vain (ristampa)                | —   | —  | —  | —  | —  | The Singles            |
| 1999                                   | Complete Control (live)                 | —   | —  | —  | —  | —  | Nessuno                |
| "—" = nessuna posizione in classifica. |                                         |     |    |    |    |    |                        |

## DVD e film
| Anno | Titolo | Regista                                             |
| ---- | --- | --------------------------------------------------- |
| 1980 | Rude Boy Con Ray Gange, The Clash | Jack Hazan e David Mingay                           |
| 1983 | Hell W10 Film muto in bianco e nero scritto da Joe Strummer, reperibile in The Essential Clash; con Mick Jones, Paul Simonon                   | Joe Strummer                                        |
| 1985 | This Is Video Clash | —                                                   |
| 2000 | Westway to the World Con Joe Strummer, Mick Jones, Paul Simonon, Topper Headon, Terry Chimes                                                   | Don Letts                                           |
| 2003 | The Essential Clash (DVD) Include: video musicali e performance eseguite dal vivo; Hell W10 (1983); Interview Clip (1976; London Weekend Show) | Don Letts, Joe Strummer, Keef & Co, Lindsey Clinell |
| 2006 | The Clash: Up Close and Personal | —                                                   |
| 2007 | Joe Strummer: The Future is Unwritten Con Mick Jones, Topper Headon, Tymon Dogg, Bono, Don Letts                                               | Julien Temple                                       |
| 2008 | The Clash Live: Revolution Rock Raccoglie molti filmati del gruppo in concerto                                                                 | Don Letts                                           |

## Video musicali
| Anno | Titolo                              | Regista         |
| ---- | ----------------------------------- | --------------- |
| 1977 | White Riot                          | Lindsey Clinell |
| 1977 | Complete Control                    | Don Letts       |
| 1978 | Tommy Gun                           | Keef & Co       |
| 1979 | I Fought the Law                    | Don Letts       |
| 1979 | London Calling                      | Don Letts       |
| 1979 | Clampdown                           | Don Letts       |
| 1980 | Train in Vain                       | Don Letts       |
| 1980 | Bankrobber                          | Don Letts       |
| 1980 | The Call Up                         | Don Letts       |
| 1981 | This Is Radio Clash                 | Don Letts       |
| 1982 | Rock the Casbah                     | Don Letts       |
| 1991 | Should I Stay or Should I Go (live) | Don Letts       |
| —    | Career Opportunities (live)         | Don Letts       |